# Classe Renhai
La classe Nanchang o Tipo 055 secondo la classificazione cinese (nome in codice NATO: Renhai) è una classe di cacciatorpediniere lanciamissili pesanti di fabbricazione cinese, entrati in servizio a partire dal 2020 nei ranghi della Marina militare cinese.
Progettati per operare sia come parte di un gruppo di portaerei con compiti di scorta, sono in grado di operare in solitaria neutralizzando obiettivi navali di superficie nonché terrestri. Sono altresì in grado di fornire copertura aerea alle unità navali nelle vicinanze.
Evoluzione dei cacciatorpediniere Tipo 052D, prime unità di questo tipo ad essere prodotte su larga scala, le unità della classe Renhai sono caratterizzate da un dislocamento prossimo alle 13.000 tonnellate a pieno carico, dato che è valso loro, presso alcune marine occidentali tra cui la U.S. Navy, la classificazione di incrociatori.
Costruite a ritmi serrati, in soli 2 anni sono state immesse in servizio attivo 7 unità.

## Storia
Dopo l'introduzione in servizio dei cacciatorpediniere lanciamissili Type 052D Luyang III, avvenuta a partire dal 2013-2014, la Marina militare cinese decise di puntare su una classe di unità più grande della precedente. Nell'aprile del 2014 un satellite spia scoprì presso il poligono sperimentale di Wuhan un mock-up a grandezza naturale della sovrastruttura delle nuove unità classe Type 055. Tale modello doveva servire a calcolare l'impronta elettronica e IR delle nuove navi, che per la loro grandezza inizialmente furono considerate dagli Stati Uniti d'America incrociatori lanciamissili multimissione. La costruzione del primo esemplare venne ordinata al cantiere Jangnam di Shanghai il 14 agosto 2014. L'impostazione della nave avvenne nel successivo mese di dicembre, e l'unità fu varata il 28 giugno 2017, con il nome di Nanchang. Entrata in servizio nel 2020, è stata seguita da almeno altre cinque unità (altre fonti riferiscono sette) che hanno ricevuto i nomi di Lhasa, Anshan, Yan'an, Dalian e Wuxi. Il 23 aprile 2019 la capoclasse Nanchang è stata mostrata in pubblico per la prima volta, partecipando all'annuale parata navale in occasione della Festa della Marina cinese, corredata di distintivo ottico 101 e bandiera di guerra.

## Caratteristiche
Se non diversamente indicato, i dati sono tratti da "Aeronautica & Difesa".
Lo scafo a ponte continuo dei Type 055 Renhai è lungo 180 metri e largo 20, per un pescaggio di 6,6 metri e un dislocamento a pieno carico di circa 13.000 t. Le sovrastrutture, che presentano alcune soluzioni tipo "stealth", sono costituite da un unico blocco che comprende il torrione di comando integrato con un albero a tronco piramidale, e i complessi rappresentati dagli scarichi e della prese d'aria delle quattro turbine a gas, mentre a poppa vi è una sovrastruttura, separata dalla precedente da un complesso di lancio VLS a 48 celle posto a livello del ponte di coperta.
Ponte di coperta di poppa che ospita i due hangar, capaci di ospitare anche macchine di medie-grandi dimensioni, come gli elicotteri multiruolo Harbin Z-9, gli elicotteri antisommergibili/antinave Changhe Z-18F Sea Eagle o gli Harbin Z-20. All'estrema poppa è presente un ampio ponte di volo dotato di rotaie per la movimentazione in sicurezza di due elicotteri.
L'equipaggio risulta composto circa 300 uomini, ma la maggiore capacità degli alloggi di bordo prevede la possibilità di imbarcare un comando per la condotta di operazioni complesse.

## Propulsione
Se non diversamente indicato, i dati sono tratti da "Aeronautica & Difesa".
La propulsione, di tipo COGAG (COmbined, Gas And Gas), è basata su quattro turbine a gas tipo QC-280 da 38.000 hp, associate a due assi; l'apparato propulsore può spingere le unità fino a una velocità massima di 30 nodi, von un'autonomia di 5.000 miglia. L'equipaggio è composto da 310 uomini.

## Armamento
Se non diversamente indicato, i dati sono tratti da "Aeronautica & Difesa".
La caratteristica più rilevante di queste navi è rappresentata dell'imponente batteria missilistica, suddivisa in due blocchi di lanciatori verticali I due complessi di lancio verticali (VLS) composti rispettivamente da 64 celle a prua, tra il cannone da 130 mm e la piccola tuga sovrastata dal sistema di difesa di punto tipo Gatling, e da altre 48, situate tra l'hangar e la sovrastruttura centrale.
I VLS, accreditati della doppia capacità di utilizzare l'armamento sia con tecniche di lancio a freddo (che prevedono l'espulsione del missile dal contenitore mediante una carica di gas compresso prima dell'accensione del motore a razzo) che a caldo (dove il booster viene invece acceso all'interno del contenitore, dotato di un sistema per il contenimento e l'espulsione della vampa), sono compatibili con una vasta gamma di ordigni che comprendono missili antiaerei HQ-16 e HQ-9, missili da crociera YJ-18 destinati all'attacco di obiettivi terrestri e CJ-10 con capacità antinave, missili antisom Yu-8 (il cui carico utile è costituito da un siluro leggero). Secondo alcune fonti, anche missili balistici (derivati forse dal DF-15B) dotati di un veicolo di rientro manovrabile in grado di attaccare anche bersagli mobili, quali una concentrazione di forze navali.
L'armamento è completato da un cannone a doppio scopo H/PJ-38 da 130/70 mm e da un sistema di difesa di punto CIWS H/PJ-14 a 11 canne rotanti da 30 mm posti a prua, su due cannoni Norinco H/PJ-17 da 30 mm a comando remoto o locale, e su un sistema missilistico di difesa ravvicinata superficie-aria a 24 celle, caricate con missili superficie-aria a corto raggio HQ-10, posto sull'hangar. L'HQ-10, simile al RAM statunitense sia come aspetto che come funzioni, è destinato principalmente alla difesa contro i missili antinave.

## Elettronica di bordo
Se non diversamente indicato, i dati sono tratti da "Aeronautica & Difesa".
Un altro aspetto che caratterizza i Type 055 è l'ampia e diversificata dotazione di sensori e contromisure, che comprende vari tipi di radar, sonar e sistemi elettro-ottici e per la guerra elettronica.
Il sistema principale, concepito dal 14° Istituto di ricerca di Nanchino, è rappresentato dal radar phased array attivo 364B "Dragon Eye", in banda S (2–4 GHz), le cui quattro grandi antenne planari (circa 4 metri di apertura) sono disposte su altrettante facce della sovrastruttura ottagonale che sorregge l'albero principale. Il radar, utilizzato per la sorveglianza a lungo raggio, è accreditato di una portata massima di 3–400 km, di una copertura di 90° in azimuth e di 120° in senso orizzontale per ciascuna faccia e sarebbe dotato, secondo fonti cinesi, di capacità anti-stealth, oltre che di guida di missili anti-satelliti. Tale sistema è integrato da un altro radar phased array in banda X (8-12 Ghz) destinato al tracking dei bersagli e alla guida dei missili intercettori, le cui antenne (dell'apertura sensibilmente inferiore, circa 1,5 m) sono montate al centro delle quattro facce dell'albero tronco-conico che sovrasta la sovrastruttura prodiera. Altre antenne planari, presenti sempre sull'albero al di sopra di quelle del radar in banda X, sono associate ad altri sensori o a un sistema di guerra elettronica (EW), di cui fanno parte probabilmente anche altre antenne situate sui due lati dell'hangar e attorno alla sovrastruttura prodiera.
Del sistema EW fanno parte anche i quattro lanciarazzi multipli type 726 montati sui lati della sovrastruttura proppiera, dotati di 24 celle per il lancio di esche radar e IR e altri dispositivi di disturbo. La sensoristica comprende anche un sonar, in bulbo prodiero, il SJ D-9, e uno a profondità variabile, radar di navigazione e sistemi di rilevamento e tracking elettro-ottici. Nessuna informazione è disponibile circa i sistemi di comunicazione, ma il probabile ruolo di queste unità quali navi-comando e la presenza di diverse antenne a stilo e satellitari lasciano presumere una completa dotazione di sistemi per lo scambio di ordini e informazioni, in linea con i requisiti di connettività e "situational awareness" tipici di questo tipo di unità navali. Non è noto a quale livello di efficienza siano effettivamente arrivati i sistemi di comunicazione dati cinesi, ma un percorso di crescita graduale delle capacità attraverso successivi interventi resta sempre possibile.

## Unità
| #  | Nome           | Costruttore                  | Varo              | Entrata in servizio | Status          |
| -- | -------------- | ---------------------------- | ----------------- | ------------------- | --------------- |
| 1  | Nanchang (101) | Jiangnan-Changxing, Shanghai | 28 giugno 2017    | 12 gennaio 2020     | Attivo          |
| 2  | Lhasa (102)    | Jiangnan-Changxing, Shanghai | 28 aprile 2018    | 2 marzo 2021        | Attivo          |
| 3  | Dalian (105)   | Dalian Shipbuilding Industry | 3 luglio 2018     | 23 aprile 2021      | Attivo          |
| 4  | Anshan (103)   | Jiangnan-Changxing, Shanghai | 12 settembre 2019 | 11 novembre 2021    | Attivo          |
| 5  | Yan'an (106)   | Dalian Shipbuilding Industry | 3 luglio 2018     | 22 febbraio 2022    | Attivo          |
| 6  | Wuxi (104)     | Dalian Shipbuilding Industry | 26 dicembre 2019  | 10 marzo 2022       | Attivo          |
| 7  | Zunyi (107)    | Jiangnan-Changxing, Shanghai | 28 aprile 2020    | dicembre 2022       | Attivo          |
| 8  | Xianyang (108) | Dalian Shipbuilding Industry | 30 agosto 2020    | Aprile 2023         | Attivo          |
| 9  |                | Dalian Shipbuilding Industry | gennaio 2024      |                     | in allestimento |
| 10 |                | Dalian Shipbuilding Industry | maggio 2024       |                     | in allestimento |

## Utilizzatori
Cina
- Marina dell'Esercito Popolare di Liberazione

Ad aprile 2023, 8 esemplari in servizio attivo.

### Annotazioni
1. ↑  Derivate dalle ucraine Zorya-Mashproekt UGT-25000 da 22.500 hp.

### Fonti
1. 1 2 3 4 5 6 7 8 9  "Type 055, i supercaccia di Pechino" - "Aeronautica & Difesa" N. 432 - 10/2022 pp. 56-57
2. ↑  (EN) Franz-Stefan Gady, China kicks off works on 6th Type 055 Guided-Missile Destroyer, in The Diplomat, 15 marzo 2018. URL consultato l'8 giugno 2019.
3. 1 2  Po 2018, p. 52.
4. 1 2 3 4 5 6  Po 2018, p. 46.
5. 1 2   United States Department of Defense, Annual Report To Congress: Military and Security Developments Involving the People’s Republic of China 2017 (PDF), May 2017,  p. 25. URL consultato il 22 luglio 2018.
6. ↑  (EN) James R. Holmes, Fleet Design with Chinese Characteristics (PDF), in The Drive, 15 febbraio 2018. URL consultato il 6 luglio 2018.
7. ↑  (EN) Tyler Rogoway, China's Type 055 Super Destroyer Is A Reality Check For The US And Its Allies, in The Drive. URL consultato il 22 agosto 2017.
8. 1 2  (EN) Dorian Archus, Type 055: A destroyer or a cruiser? - Naval Post- Naval News and Information, su navalpost.com, 28 luglio 2021. URL consultato il 30 dicembre 2022.
9. ↑  (EN) United States Navy Fact File: Cruisers - CG, su navy.mil, 9 gennaio 2017. URL consultato il 6 luglio 2018 (archiviato dall'url originale il 6 luglio 2018).
10. ↑   Ridzwan Rahmat, China launches largest surface combatant to date, in Janes, 29 giugno 2017. URL consultato il 2 luglio 2017 (archiviato dall'url originale il 1º luglio 2017).
11. ↑   China launches fifth Type 055 destroyer for PLAN | Jane's 360, su janes.com. URL consultato il 25 settembre 2019.
12. 1 2 3 4 5 6  Po 2018, p. 47.
13. 1 2  (EN) China Launches Next-Generation Guided-Missile Destroyer, in The Diplomat, 30 giugno 2017. URL consultato il 24 luglio 2017.
14. 1 2 3 4  Po 2018, p. 49.
15. ↑  Po 2018, p. 50.
16. ↑  (EN) China May Have Started Construction of Next Generation Destroyer Type 055 for the PLAN, in Navyrecognition.com, 30 dicembre 2014. URL consultato il 29 maggio 2015 (archiviato dall'url originale il 9 giugno 2015).
17. ↑   055型驱逐舰拉萨舰正式加入中国海军序列 - 中华人民共和国国防部, su mod.gov.cn. URL consultato il 27 aprile 2021.
18. ↑   navyrecognition.com,  https://www.navyrecognition.com/index.php/naval-news/naval-news-archive/2021/april/10053-xi-jinping-commissions-type-055-large-destroyer-dalian.html. URL consultato il 27 aprile 2021.
19. ↑   Type 055 destroyer Anshan joins China's People's Liberation Army Navy, su twitter.com. URL consultato il 15 novembre 2021.
20. ↑   China Launches eighth Type 055, 25th Type 052D Destroyers, su defenseworld.net. URL consultato il 24 gennaio 2021.
21. ↑   China Launches 10th Type 055 Vessel, Increases Production At Dagushan, su navalnews.com.

### Periodici
- Enrico Po, Type 055 Classe RENHAI, in RID - Rivista Italiana Difesa, n. 8, Chiavari, Giornalistica Riviera Soc. Coop., agosto 2018,  pp. 46-52.